# Bruno Cirillo
Bruno Cirillo (Castellammare di Stabia, Italia, 21 de marzo de 1977), futbolista italiano. Juega de defensa y su actual equipo es el Football Club de Metz de Francia.

## Selección nacional
Ha sido internacional con la Selección de fútbol de Italia Sub-21.

### Participaciones Internacionales
| Torneo                  | Sede       | Resultado |
| ----------------------- | ---------- | --------- |
| Eurocopa Sub-21 de 2000 | Eslovaquia | Campeón   |

## Clubes
| Club                   | País    | Año       |
| ---------------------- | ------- | --------- |
| Reggina Calcio         | Italia  | 1994-1996 |
| Tricase                | Italia  | 1996-1998 |
| Reggina Calcio         | Italia  | 1998-2000 |
| Inter de Milán         | Italia  | 2000-2001 |
| US Lecce               | Italia  | 2001-2002 |
| Reggina Calcio         | Italia  | 2002-2003 |
| US Lecce               | Italia  | 2003      |
| AC Siena               | Italia  | 2003-2005 |
| AEK Atenas             | Grecia  | 2005-2007 |
| Levante UD             | España  | 2007-2008 |
| Reggina Calcio         | Italia  | 2008-2009 |
| PAOK de Salónica F. C. | Grecia  | 2009-2012 |
| Alki Larnaca FC        | Chipre  | 2012      |
| Football Club de Metz  | Francia | 2013-     |